# Zlata bula (1356)
Zlata bula cesarja Karla IV. iz leta 1356 je eden od temeljnih zakonov Svetega rimskega cesarstva.
Listina, napisana v latinskem jeziku in opremljena z zlatim pečatom, natančno določa potek volitev in kronanja nemških kraljev. Pravico in dolžnost izvolitve kraljev daje sedmim volilnim knezom. Listina je bila izdelana v dveh delih: prvih 23 poglavij je bilo izdanih januarja 1356 v Nürnbergu (Nürnberški zakonik), poglavja 24-31 pa so bila izdana decembra istega leta v Metzu (Metzški zakonik).

## Pogajanja v Nürnbergu in Metzu
Po kronanju za cesarja Svetega rimskega cesarstva aprila 1355 v Rimu, je Karel IV. v Nürnbergu sklical Reichstag (zbor državnih stanov), da se skupaj dogovorijo o volitvah bodočih nemških kraljev, da prevzamejo odločanje v svoje roke in iz postopka izločijo papeža. Sicer je nemške kralje že od leta 1273 volil kolegij volilnih knezov, vendar ni bilo vedno jasno (tudi zaradi delitve gospostev in rodbin v različne veje), kateri knezi imajo pravico voliti, kar je vodilo do izvolitve dvojnih kraljev, ki niso bili dovolj vplivni in močni, da bi lahko dejansko zavladali.
Že dolgo časa ni bilo sporno, da so med sedmimi volilnimi knezi trije knezi-nadškofi mest Mainz, Köln in Trier. Na pogajanjih je bil potrjen volilni glas mejnega grofa brandenburškega; glas saške rodbine je bil dan veji Wittenberg (ki je tekmovala z vejo Lauenburg); volini glas Wittesbachov je bil dodeljen palatinskemu grofu (in ne vzporedni veji bavarskih vojvod); sedmi glas je brez debate pripadel češkemu kralju, saj je bil Karel IV. tudi češki kralj.
Kralj je lahko dogovor s knezi dosegel le tako, da je popustil v mnogih njihovih zahtevah, dobro pa je tudi poskrbel za svoja zemljišča na Češkem. Privilegiji volilnim knezom so močno omejili svobodo podložnikov, zavrli pa so tudi prizadevanja mest po samostojnem razvoju, kar je dolgoročno vplivalo na razvoj nemškega srednjega sloja. Privilegije, ki so bili dani volilnim knezom, so v praksi hitro prevzeli tudi drugi knezi.
Dogovori s pogajanj v Nürnbergu in Metzu so bili zapisani v dveh delih zlate bule, ki je kasneje postala eden temeljnih zakonov Svetega rimskega cesarstva.

## Določila Zlate bule
Volilni kolegij sestavlja 7 volilnih knezov; to so: trije knezi-nadškofi mest Mainz, Köln in Trier, dalje palatinski grof, brandenburški mejni grof, saški vojvoda in češki kralj. Volilni glas je vezan na posest. Posest je nedeljiva. Posest in glas deduje prvorojenec.
Vodja kolegija volilnih knezov je nadškof Mainza, ki je zadolžen za izvolitev kralja in glasuje zadnji. Kralj se izvoli z večino glasov. Kadar je število glasov izenačeno, ima glas češkega kralja večjo težo.
Kralj zasede prestol takoj po izvolitvi (s tem ni bila upoštevana papeževa zahteva po aprobaciji in nominaciji). Za namestnika v času kraljeve odsotnosti (vikariat) sta bila imenovana palatinski grof in saški vojvoda.
Volilni knezi so dobili na svojem ozemlju samostojno posvetno in avtonomno sodno oblast (privilegium de non appellando et de non evocando). Poleg tega so dobili dolžnost zaščite judov in vrsto materialnih ugodnosti, kot so pravica izkoriščanja rudnih bogastev, pravica carinjenja in pravica kovanja denarja. 
Zlata bula prepoveduje ustvarjanje političnih zvez z izjemo združevanja v cilju vzdrževanja deželnega miru. Pravico opustitve kakega državnega zakona v zvezi z mirom pridržuje cesarju.
V zadnjih poglavji obravnava Zlata bula manj pomembna protokolarna vprašanja, pobiranje davkov, kazni za prekrške in podobno.

## Zaključek
Kolegij volilnih knezov je volil nemške kralje in cesarje vse do konca Svetega rimskega cesarstva. Cilj zlate bule, da izloči spore pri volitvah kralja, je bil dosežen.